# 徐宗俊
徐宗俊（1931年—），男，江苏宜兴人，中华人民共和国学者、政治人物，重庆大学教授，曾任重庆市政协副主席，九三学社中央委员会常务委员，第八届全国人大代表，第九届全国政协委员。